# Voluta polypleura
Voluta polypleura is een slakkensoort uit de familie van de Volutidae. De wetenschappelijke naam van de soort is voor het eerst geldig gepubliceerd in 1876 door Crosse.